# Egyek
Egyek là một làng thuộc hạt Hajdú-Bihar, Hungary. Làng này có diện tích 104,79 km², dân số năm 2010 là 5013 người, mật độ 48 người/km².